# Liz Torres

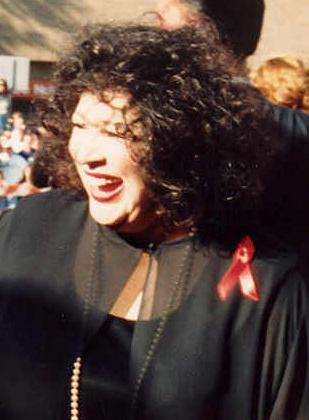
Liz Torres (1994)

Liz Torres (* 27. September 1947 in New York City als Elizabeth Larrieu Torres) ist eine US-amerikanische Schauspielerin, Sängerin und Komikerin. 

## Privatleben
Torres’ Eltern kamen ursprünglich aus Puerto Rico, immigrierten jedoch nach New York und ließen sich dort im Stadtteil Bronx nieder. Dort absolvierte Torres auch ihre Schulausbildung. Sie lebt derzeit in Los Angeles, Kalifornien.

## Karriere
Ihre Karriere begann sie als Komikerin und Sängerin in kleinen New Yorker Nachtclubs, wo sie sich mit ihrer Freundin Bette Midler den Musiker Barry Manilow als Begleiter teilte. Ihr Durchbruch war im Jahre 1971, als sie von dem Produzenten der Johnny Carson’s Tonight Show während einer ihrer Auftritte entdeckt wurde. Dieser bot ihr einen Stand-Up-Comedy-Auftritt in der Show an. Danach war sie in diversen Comedy Sendungen zu sehen, wie zum Beispiel in All in the Family, Ally McBeal und Die Nanny.
Ihren ersten Filmauftritt hatte Torres 1969, als sie in einem Low-Budget Film mit dem Titel Utterly Without Redeeming Social Value eine Prostituierte spielte. 
Danach spielte sie diverse Rollen in über 50 Filmen und hatte mehr als 100 Gastauftritte im Fernsehen.
1990 wurde sie für ihre schauspielerische Leistung in der Rolle der Angie in der Fernsehserie The Famous Teddy Z für den Emmy Award nominiert und erhielt einen Bravo Award in der Kategorie Outstanding Individual Performance in a Comedy Series.
1993 stellte sie die Mahalia Sanchez in Nachtschicht mit John dar und wurde erneut für den Emmy und für den Golden Globe Award nominiert. Ebenfalls wurde Liz für zwei American Comedy Awards in der Kategorie Beste weibliche Fernsehkünstlerin nominiert.
Liz Torres war jedoch auch weiterhin auf Bühnen zu sehen. So spielte sie am Broadway unter anderem in The Ritz, Man of La Mancha und House of Blue.
Torres war ebenfalls als RCA-Aufnahmekünstlerin erfolgreich, gab eine Kommandovorstellung für Morocco's King Hussan II und wurde vom Präsidenten Carter zu 'America's First National Hispanic Week Celebration' ins Weiße Haus eingeladen. All das zusätzlich zu ihren Auftritten in Nachtclubs, ihrer One-Woman-Show und der Arbeit mit Stars wie Liza Minnelli und Tony Bennett.
Ab dem Jahr 2000 gehörte sie zum Ensemble der Serie Gilmore Girls, wo sie die Tanzlehrerin Patricia LaCosta alias Miss Patty mimt. Die Rolle der Ex-Broadway-Tänzerin, die vier Mal geschieden und mehr an den Kleinstadtgerüchten interessiert ist, als an großen Auftritten verkörperte sie in allen sieben Staffeln (bis 2007) sowie der Miniserie Gilmore Girls: Ein neues Jahr (2016).

## Soziales Engagement
Liz Torres nutzt ihre Bekanntheit im Kampf gegen AIDS, mehr Bildungsmöglichkeiten für Minderheiten und zur finanziellen Unterstützung des öffentlichen Fernsehens.

## Auszeichnungen
- 1994: Nominierung für den Emmy in der Kategorie Beste Nebendarstellerin in einer Comedy-Serie für Nachtschicht mit John
- 1995: Nominierung für den Emmy in der Kategorie Beste Nebendarstellerin in einer Comedy-Serie für Nachtschicht mit John
- 1995: Nominierung für den Golden Globe in der Kategorie Beste Nebendarstellerin in einer Serie, Mini-Serie oder einem Fernsehfilm für Nachtschicht mit John
- 1997: Golden Eagle Award in der Kategorie Beste Schauspielerin in einer Fernsehserie für Nachtschicht mit John

## Filmografie (Auswahl)
- 1969: Utterly Without Redeeming Social Value
- 1971: You’ve Got to Walk It Like You Talk It or You’ll Lose That Beat
- 1973: Es geschah in Hollywood (It Happened in Hollywood)
- 1975–1976: Phyllis (Fernsehserie, 20 Folgen)
- 1976: Pinocchio (Fernsehfilm)
- 1976–1977: All in the Family (Fernsehserie, sieben Folgen)
- 1979: Scavenger Hunt
- 1980: Willow B: Women in Prison (Fernsehfilm)
- 1984: Her Life as a Man (Fernsehfilm)
- 1984: Polizeirevier Hill Street (Fernsehserie, zwei Folgen)
- 1985: Hell Town (Fernsehfilm)
- 1986: America
- 1986: Verlorene Helden (Ordinary Heroes)
- 1987: L.A. Law – Staranwälte, Tricks, Prozesse (L.A. Law, Fernsehserie, eine Folge)
- 1987: If We Knew Then
- 1988: Sunset – Dämmerung in Hollywood (Sunset)
- 1988: Heiß auf Trab (Hot to Trot)
- 1988: Liebe ist mein Geschäft (Addicted to His Love, Fernsehfilm)
- 1989: Girl Talk
- 1989: Unter der Sonne Kaliforniens (Knots Landing, Fernsehserie, eine Folge)
- 1990: Mexican Jackpot (Thieves of Fortune)
- 1990: City (Fernsehserie, 13 Folgen)
- 1990: Sweet 15 (Fernsehfilm)
- 1991: Lena’s Holiday
- 1992: Zurück in die Vergangenheit (Quantum Leap, Fernsehserie, Folge 4x18)
- 1992: Street Hunter – Eine gnadenlose Jagd (Rescue Me)
- 1992: Bloodfist 4 – Deadly Dragon
- 1993–1996: Nachtschicht mit John (The John Larroquette Show, Fernsehserie, 84 Folgen)
- 1994: Ums nackte Überleben (Body Shot)
- 1994: Eine Million für Juan (A Million to Juan)
- 1995: Im Sumpf des Verbrechens (Just Cause)
- 1997: Over the Top (Fernsehserie, neun Folgen)
- 1998: Ein Anzug für jede Gelegenheit (The Wonderful Ice Cream Suit)
- 1998: Ally McBeal (Fernsehserie, eine Folge)
- 1998: Die Nanny (The Nanny, Fernsehserie, eine Folge)
- 1998: Immer noch ein seltsames Paar (The Odd Couple II)
- 1998: Storm Chasers – Im Auge des Sturms (Storm Chasers: Revenge of the Twister) – Fernsehfilm
- 1998: Permanent Midnight – Voll auf Droge (Permanent Midnight)
- 2000–2007: Gilmore Girls (Fernsehserie, 79 Folgen)
- 2000: Luminarias
- 2001: Gabriela
- 2001: Joe Dreck (Joe Dirt)
- 2002: King Rikki
- 2003: Emergency Room – Die Notaufnahme (ER, Fernsehserie, zwei Folgen)
- 2005: Taylor
- 2007: Alles Betty! (Ugly Betty, Fernsehserie, eine Folge)
- 2008: West of Brooklyn
- 2008: Mala wielka milosc
- 2008: Private Practice (Fernsehserie, eine Folge)
- 2009: Desperate Housewives (Fernsehserie, eine Folge)
- 2013: Devious Maids – Schmutzige Geheimnisse (Devious Maids, Fernsehserie, eine Folge)
- 2016: Gilmore Girls: Ein neues Jahr (Gilmore Girls: A Year in the Life, Miniserie, 2 Folgen)
- 2019: One Day at a Time (Fernsehserie)